# Alicante Challenger
L'Alicante Challenger era un torneo professionistico di tennis giocato su campi in terra rossa ad Alicante, in Spagna. Faceva parte dell'ATP Challenger Series e si è tenuta solo l'edizione del 1996.

## Albo d'oro

### Singolare
| Anno | Campione           | Finalista       | Punteggio |
| ---- | ------------------ | --------------- | --------- |
| 1996 | Juan Albert Viloca | Branislav Galik | 6–3, 7–5  |

### Doppio
| Anno | Campioni                        | Finalisti                    | Punteggio |
| ---- | ------------------------------- | ---------------------------- | --------- |
| 1996 | José Antonio Conde Nuno Marques | Julián Alonso Emilio Sánchez | 6–4, 7–5  |